# Агрести, Алехандро
Алехандро Агрести (исп. Alejandro Agresti, 2 июня 1961, Буэнос-Айрес) — аргентинский кинорежиссёр, сценарист, продюсер, оператор, композитор, монтажёр, актёр.

## Биография
Потомок итальянских эмигрантов. Работал на телевидении. Дебютировал как режиссёр короткометражной лентой Зоопарк и кладбище (1978). Затем обосновался в Нидерландах. После успеха фильма Валентин (2002) получил приглашение в Голливуд, где снял фильмы Дом у озера и Мы не звери (Диктабланда).

## Фильмография

### Режиссёр
- 1989 — Городская жизнь / City Life
- 1992 — Современные преступления / Modern Crimes
- 1996 — Буэнос-Айрес наоборот / Buenos Aires Vice Versa
- 1998 — Ветром унесённые / El viento se llevó lo qué
- 2000 — Ночь любви / Una noche con Sabrina Love
- 2002 — Валентин / Valentín
- 2004 — Не такой плохой мир / Un mundo menos peor
- 2006 — Дом у озера / The Lake House
- 2013 — Диктабланда / No somos animales

### Сценарист
- 1992 — Современные преступления / Modern Crimes
- 1996 — Буэнос-Айрес наоборот / Buenos Aires Vice Versa
- 1998 — Ветром унесённые / El viento se llevó lo qué
- 2000 — Ночь любви / Una noche con Sabrina Love
- 2002 — Валентин / Valentín
- 2004 — Не такой плохой мир / Un mundo menos peor
- 2013 — Диктабланда / No somos animales

### Продюсер
- 1996 — Буэнос-Айрес наоборот / Buenos Aires Vice Versa
- 1998 — Ветром унесённые / El viento se llevó lo qué
- 2004 — Не такой плохой мир / Un mundo menos peor

### Оператор
- 2013 — Диктабланда / No somos animales

### Композитор
- 1996 — Буэнос-Айрес наоборот / Buenos Aires Vice Versa

### Монтажёр
- 1996 — Буэнос-Айрес наоборот / Buenos Aires Vice Versa

## Признание
Премия ФИПРЕССИ Роттердамского МКФ за вклад в киноискусство (1990).